# Il sogno di Geronte
(Edward Elgar, agosto 1900, dal Sesame and Lilies di John Ruskin)

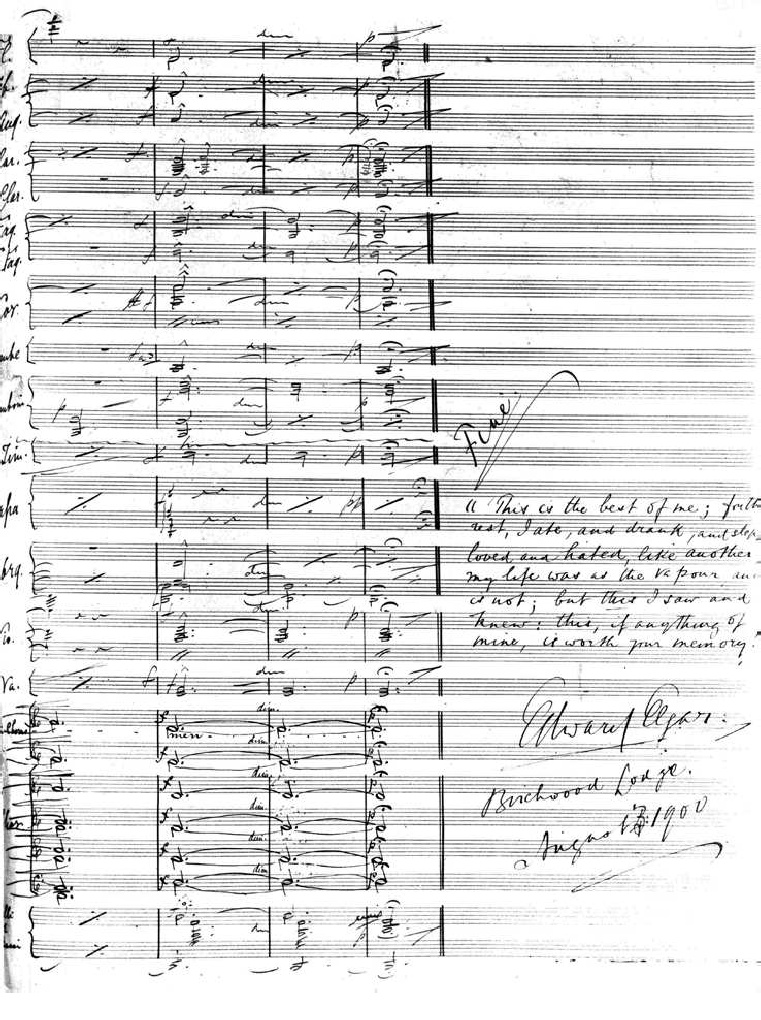
Ultima pagina della partitura di Geronte con una nota

Il sogno di Geronte, op. 38, è un'opera per voci e orchestra in due parti e tredici movimenti, composta da Edward Elgar nel 1900, basandosi su un testo dal poema di John Henry Newman. Racconta del viaggio dell'anima di un uomo pio dal suo letto di morte fino al giudizio davanti a Dio, con la conseguente destinazione in Purgatorio. Elgar non approvava l'uso del termine "oratorio" per l'opera (e il termine non compare da nessuna parte nella partitura), sebbene i suoi desideri non siano sempre seguiti. Il pezzo è largamente considerato come il miglior lavoro corale di Elgar e alcuni lo considerano il suo capolavoro.
L'opera fu composta per il Birmingham Triennial Musical Festival del 1900; la prima esecuzione ebbe luogo il 3 ottobre 1900, nel Municipio di Birmingham. Alla prima fu male interpretato, ma in seguito le esecuzioni in Germania rivelarono la sua statura. Nel primo decennio dopo la prima, il dogma cattolico romano nella poesia di Newman causò difficoltà nel far eseguire il lavoro nelle cattedrali anglicane e fu utilizzato un testo rivisto per le esibizioni al Three Choirs Festival fino al 1910.

## Storia

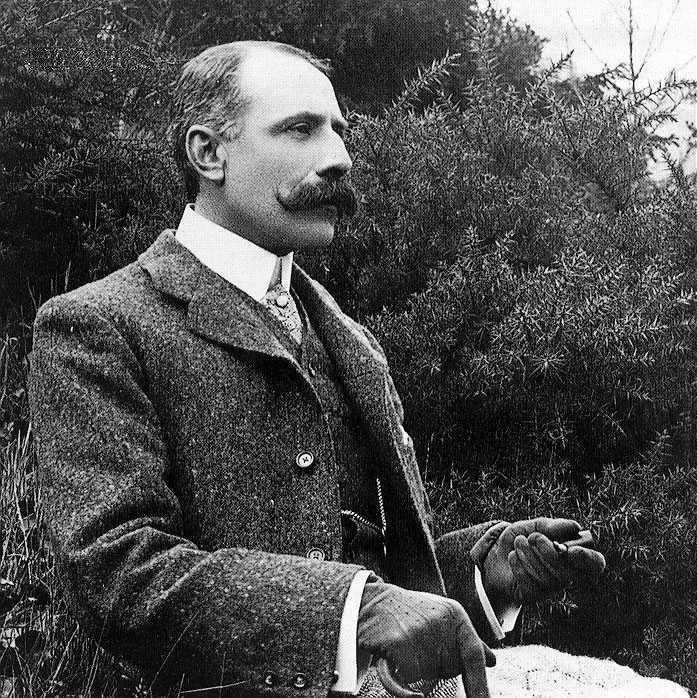
Elgar, circa all'epoca della composizione

Edward Elgar non fu il primo compositore a pensare di ambientare il poema di John Henry Newman Il sogno di Geronte. Dvořák lo aveva considerato quindici anni prima e aveva discusso con Newman, prima di abbandonare l'idea. Elgar conosceva bene il poema; ne possedeva una copia almeno dal 1885 e nel 1889 gli fu data un'altra copia come regalo di nozze. Questa copia conteneva copie scritte a mano di ampie note che erano state fatte dal Generale Gordon ed è noto che Elgar aveva pensato al testo in termini musicali per diversi anni. Durante gli anni 1890 Elgar aveva composto diverse opere su larga scala per i festival regolari che erano una parte fondamentale della vita musicale britannica. Nel 1898, in base alla sua crescente reputazione, gli fu chiesto di scrivere un'opera importante per il Birmingham Triennial Musical Festival del 1900. Non fu in grado di iniziare a lavorare sul poema che conosceva così bene fino all'autunno del 1899 e lo fece solo dopo aver prima considerato un argomento diverso.

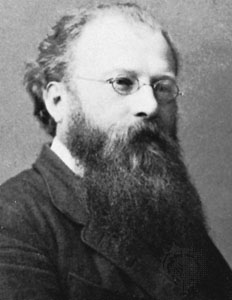
Hans Richter diresse la prima

La composizione procedette rapidamente. Elgar e August Jaeger, il suo curatore presso l'editore Novello, si scambiavano lettere frequenti, a volte quotidiane, che mostrano come Jaeger abbia contribuito a plasmare il lavoro e in particolare la rappresentazione culminante del momento del giudizio. Quando Elgar aveva completato l'opera e Novello l'aveva stampata, mancavano solo tre mesi alla prima. Il coro di Birmingham, tutti dilettanti, lottava per padroneggiare l'opera molto complessa, impegnativa e in qualche modo rivoluzionaria di Elgar. Le cose furono aggravate dalla morte improvvisa del maestro del coro Charles Swinnerton Heap e dalla sua sostituzione con William Stockley, un musicista anziano che trovò la musica al di là delle sue capacità. Il direttore d'orchestra della prima, Hans Richter, ricevette una copia dell'intera partitura solo alla vigilia della prima prova orchestrale. I solisti del Festival di Birmingham il 3 ottobre 1900 erano Marie Brema, Edward Lloyd e Harry Plunket Greene. La prima esibizione fu, notoriamente, quasi un disastro. Il coro non sapeva cantare adeguatamente la musica e due dei tre solisti avevano un abbassamento di voce. Elgar fu profondamente sconvolto dalla debacle, dicendo a Jaeger: "Ho permesso al mio cuore di aprirsi una volta, ora è chiuso contro ogni sentimento religioso e ogni impulso dolce e gentile per sempre". Tuttavia molti critici poterono vedere al di là della realizzazione imperfetta e l'opera fu programmata per l'esecuzione in Gran Bretagna dopo la sua prima esibizione a Londra nel 1903, presso la Cattedrale cattolica romana di Westminster.
Poco dopo la prima, il direttore d'orchestra e maestro di coro tedesco Julius Buths fece una traduzione tedesca del testo e organizzò uno spettacolo di successo a Düsseldorf il 19 dicembre 1901. Elgar era presente e scrisse "Ha confermato completamente la mia idea del lavoro: il coro era molto bello". Buths lo presentò di nuovo a Düsseldorf il 19 maggio 1902 in concomitanza con il Festival della Musica del Reno Inferiore. Tra i solisti c'erano Muriel Foster ed Elgar era di nuovo tra il pubblico, essendo stato chiamato sul palco venti volte per ricevere gli applausi del pubblico. Questa fu la rappresentazione che finalmente convinse Elgar per la prima volta che aveva scritto un'opera davvero soddisfacente. Il co-direttore del festival di Buths, Richard Strauss fu talmente colpito da ciò che aveva udito, che in un banchetto post-concerto dichiarò: "Bevo per il successo e il benessere del primo musicista progressista inglese, Meister Elgar". Ciò fece molto piacere a Elgar, che considerava Strauss "il più grande genio dell'epoca".
Il forte cattolicesimo romano dell'opera suscitò obiezioni in alcuni influenti quartieri britannici; alcuni ecclesiastici anglicani insistevano sul fatto che per le esibizioni nelle cattedrali inglesi Elgar avrebbe dovuto modificare il testo per attenuare i riferimenti cattolici romani. Non vi furono obiezioni anglicane alle parole di Newman in generale: ad esempio, il suo Lead, Kindly Light, nella versione musicata da Arthur Sullivan, fu cantata nell'Abbazia di Westminster nel 1904. La disapprovazione era riservata agli aspetti dottrinali di Il sogno di Geronte ripugnante per gli anglicani, come il purgatorio. Elgar non fu in grado di resistere alla bizzarra proposta di bowdlerisazione (ripulitura) e nei dieci anni successivi alla prima il lavoro fu consegnato al Three Choirs Festival con un testo espurgato. Il Decano di Gloucester rifiutò l'ammissione al lavoro fino al 1910. Questo atteggiamento rimase fino agli anni '30, quando il Decano di Peterborough bandì il lavoro dalla cattedrale. Elgar si trovò anche di fronte all'ipotesi di molte persone che avrebbe usato le melodie standard dell'inno per le sezioni del poema che erano già state assorbite nei libri di inni anglicani: Firmly I believe and truly (Credo fermamente e veramente), e Praise to the Holiest in the Height (Lodate al più santo in altezza).

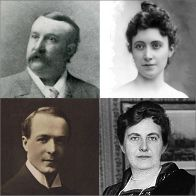
I grandi solisti di Geronte, Edward Lloyd e Marie Brema, (in alto); Gervase Elwes ed Elena Gerhardt, (sotto)

Il sogno di Geronte ebbe la sua première americana il 23 marzo 1903 all'Auditorium di Chicago, diretto da Harrison M. Wild. Fu dato a New York, diretto da Walter Damrosch tre giorni dopo. Fu eseguito a Sydney, nel 1903. La prima esibizione a Vienna fu nel 1905; la prima di Parigi fu nel 1906 e nel 1911 l'opera ricevette la prima canadese a Toronto sotto la direzione del compositore.
Nei primi decenni dopo la sua composizione, i principali esecutori della parte di tenore comprendevano Gervase Elwes e John Coates e Louise Kirkby Lunn, Elena Gerhardt e Julia Culp erano ammirate come l'Angelo. I cantanti successivi collegati all'opera comprendono Muriel Foster, Clara Butt, Kathleen Ferrier e Janet Baker come Angelo e Heddle Nash, Steuart Wilson, Tudor Davies e Richard Lewis come Geronte.
Il lavoro è giunto ad essere generalmente considerato come la migliore composizione corale di Elgar. The Grove Dictionary of Music and Musicians lo classifica come "una delle sue tre o quattro opere più belle" e gli autori di The Record Guide, scrivendo nel 1956 quando la musica di Elgar era relativamente ignorata, dissero: "Chiunque dubiti del fatto del genio di Elgar dovrebbe cogliere la prima opportunità di ascoltare Il sogno di Geronte, che rimane il suo capolavoro, in quanto è il suo lavoro più grande e forse più profondamente sentito". Nell'Dictionary of National Biography, scrive Michael Kennedy, "Il suo lavoro è diventato popolare tra le società corali britanniche come il Messiah ed Elia, anche se la sua popolarità all'estero non è sopravvissuta al 1914. Molti lo considerano il capolavoro di Elgar... È senza dubbio la più grande opera britannica in forma di oratorio, anche se Elgar aveva ragione nel credere che non potesse essere accuratamente classificato come oratorio o cantata".

## Trama

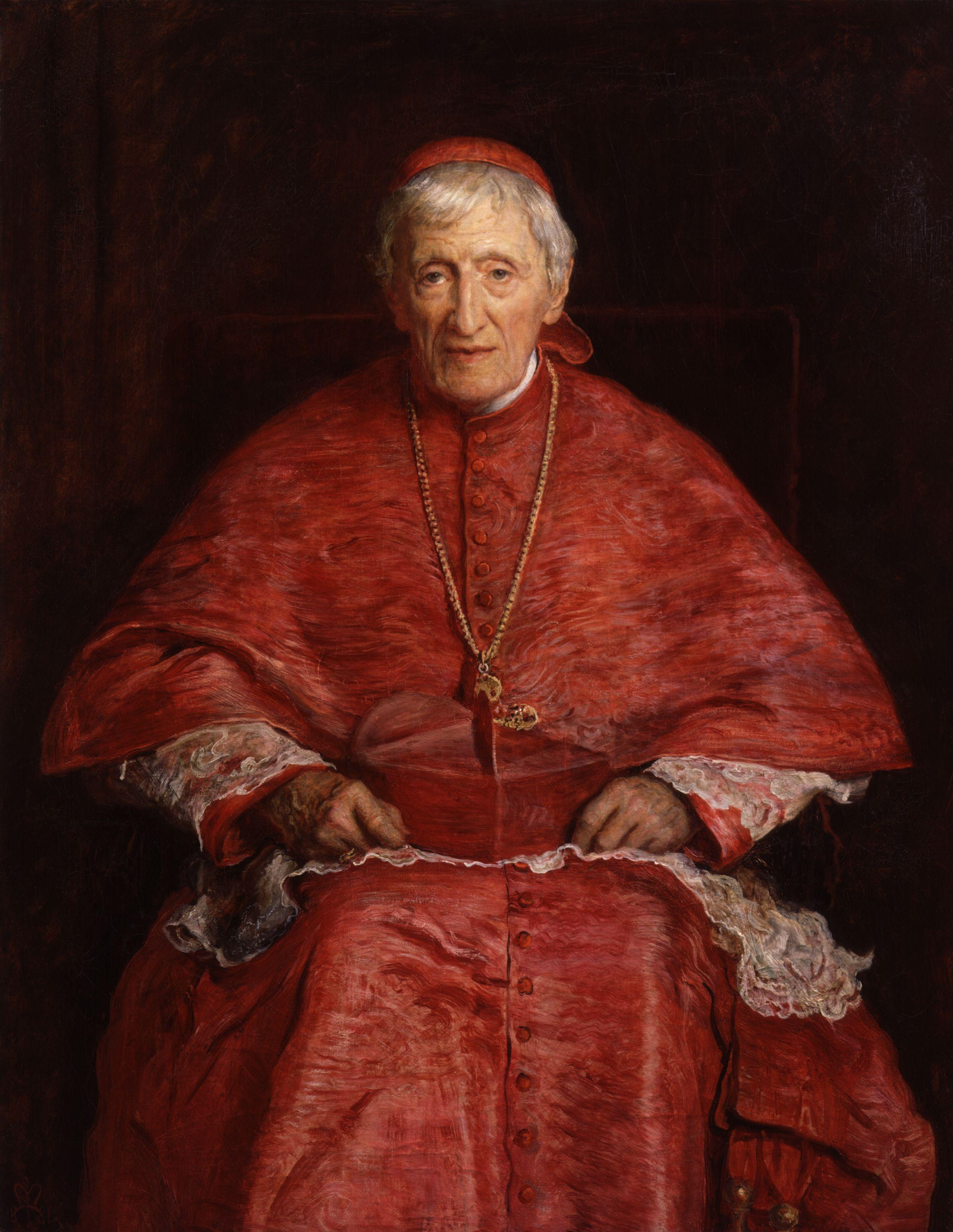
Il Cardinale Newman, autore del poema utilizzato da Elgar

Il poema di Newman racconta la storia del viaggio di un'anima attraverso la morte e fornisce una meditazione sul mondo invisibile della teologia cattolica romana. Geronte (un nome derivato dalla parola greca geron, "vecchio") è un uomo qualsiasi devoto. L'ambientazione di Elgar utilizza la maggior parte del testo della prima parte del poema, che si svolge sulla Terra, ma omette molte delle sezioni più meditative della seconda parte molto più lunga e ultraterrena, rimpicciolendo il flusso narrativo.
Nella prima parte sentiamo Geronte come un uomo di fede morente, a volta impaurito, a volte pieno di speranza, ma sempre fiducioso. Un gruppo di amici (chiamati anche "assistenti" nel testo) si unisce a lui nella preghiera e nella meditazione. Passa in pace e un sacerdote, con gli assistenti, lo inoltra sulla sua strada con un discorso di commiato. Nella seconda parte Geronte, ora chiamato "L'Anima", si sveglia in un luogo apparentemente senza spazio né tempo e prende coscienza della presenza del suo angelo custode, che esprime gioia al culmine del suo compito (Newman ha concepito l'Angelo come maschio; Elgar dà la parte ad una cantante, ma conserva i riferimenti all'angelo come maschio). Dopo un lungo dialogo, si dirigono verso il trono del giudizio.
Passano sani e salvi un gruppo di demoni e incontrano cori di angeli, lodando eternamente Dio per la sua grazia e il perdono. L'Angelo dell'Agonia supplica Gesù di risparmiare le anime dei fedeli. Alla fine Geronte intravede Dio e viene giudicato in un solo momento. L'angelo custode fa scendere Geronte nel rilassante lago del Purgatorio, con un'ultima benedizione e la promessa di un risveglio nella gloria.

## Musica

### Orchestra
L'opera richiede una grande orchestra di proporzioni tipicamente tardoromantiche, doppio coro con semicoro e di solito tre solisti. Geronte è cantato da un tenore e l'angelo è un mezzosoprano. La parte del prete è scritta per un baritono, mentre l'Angelo dell'Agonia è più adatto a un basso; poiché entrambe le parti sono brevi, di solito sono cantate dallo stesso esecutore, anche se alcune esecuzioni assegnano cantanti diversi per le due parti.
Il coro ha diversi ruoli: assistenti e amici, demoni, esseri angelicati (solo donne), angeli ed anime nel Purgatorio. Sono impiegati in momenti diversi come un singolo coro in quattro parti o come doppio coro in otto parti o antifonalmente. Il semicoro è usato per la musica di una trama più leggera; di solito nell'esecuzione è composto da alcuni membri del coro principale; tuttavia Elgar stesso preferiva avere il semi coro posizionato vicino alla parte anteriore del palco.
La strumentazione richiesta comprende due flauti (Il secondo raddoppia l'ottavino), due oboi e corno inglese, due clarinetti in Si bemolle e La e clarinetto basso, due fagotti e controfagotti, quattro corni, tre trombe, tre tromboni, tuba, timpani più tre parti di percussioni, arpe, organo e archi. Elgar richiedeva un'arpa aggiuntiva, se possibile, oltre a tre trombe aggiuntive (e tutti i percussionisti disponibili) per rafforzare il culmine nella Parte II, poco prima della visione di Dio di Geronte.

### Struttura
Ognuna delle due parti è divisa in sezioni distinte, ma differisce dall'oratorio tradizionale in quanto la musica continua senza interruzioni significative. Elgar non ha definito l'opera un oratorio e non ha approvato quando altre persone ne hanno usato il termine. La Parte I dura circa 35 minuti e la Parte II dura circa 60 minuti.
1. Prelude
2. Jesu, Maria – I am near to death
3. Rouse thee, my fainting soul
4. Sanctus fortis, sanctus Deus
5. Proficiscere, anima Christiana

Part II:
1. I went to sleep
2. It is a member of that family
3. But hark! upon my sense comes a fierce hubbub
4. I see not those false spirits
5. But hark! a grand mysterious harmony
6. Thy judgment now is near
7. I go before my judge
8. Softly and gently, dearly-ransomed soul»

1. Preludio

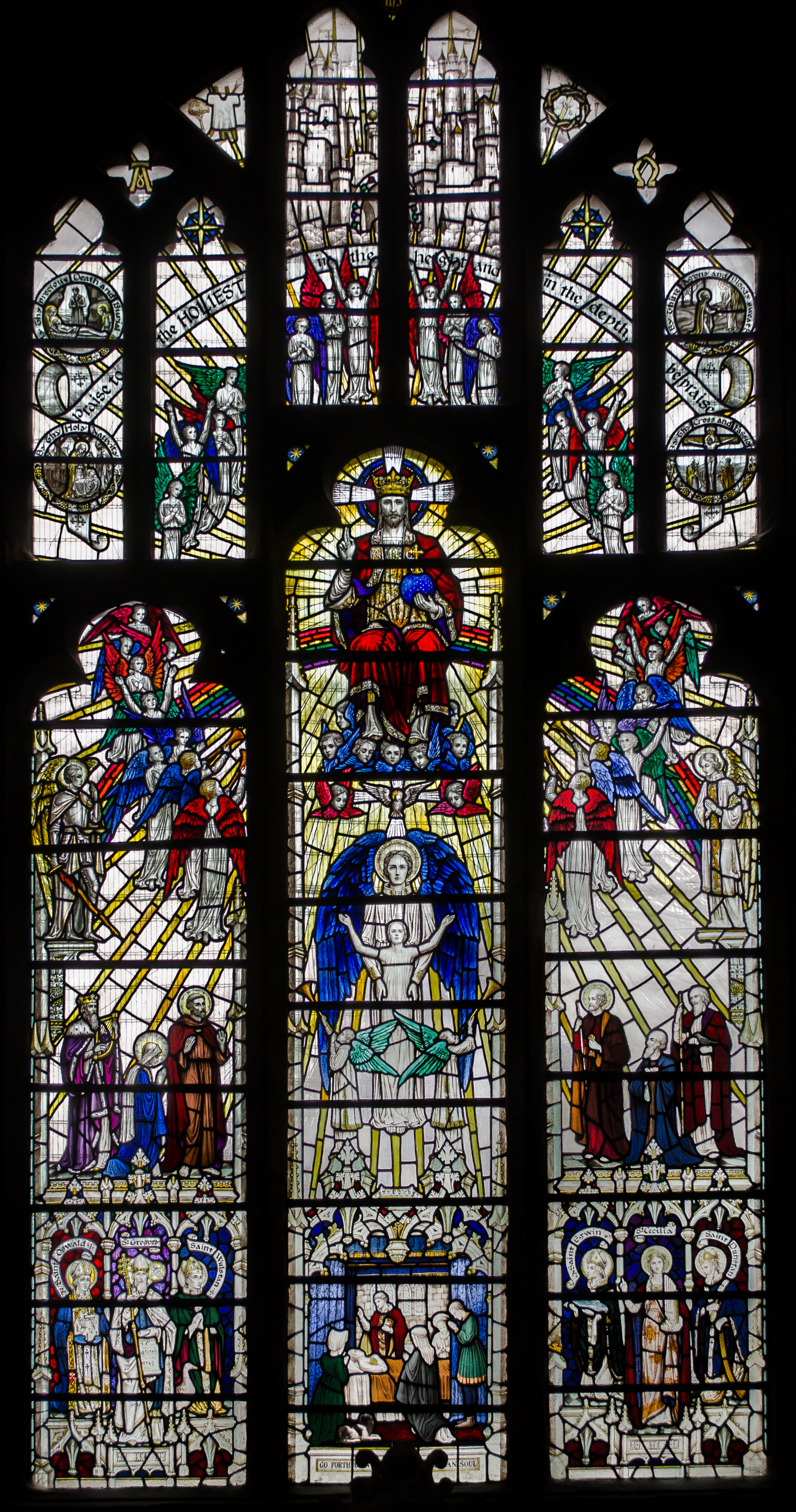
Vetrata della Cattedrale di Worcester

2. Gesù, Maria - Sono vicino alla morte
3. Scuotiti, anima svenuta
4. Santo Forte, Santo Dio
5. Parti, anima Cristiana

Parte II:
1. Sono andato a dormire
2. È un membro di quella famiglia
3. Ma ascolta! sui miei sensi arriva un fervido frastuono
4. Non vedo quei falsi spiriti
5. Ma ascolta! una grande misteriosa armonia
6. Il tuo giudizio ora è vicino
7. Vado davanti al mio giudice
8. Anima dolcemente e delicatamente riscattata»

#### Parte I
Il lavoro inizia con un preludio orchestrale, che presenta i motivi più importanti. In un'analisi dettagliata, l'amico ed editore di Elgar August Jaeger ha identificato e nominato questi temi, in linea con le loro funzioni nel lavoro.
Geronte canta una preghiera, sapendo che la vita lo sta lasciando, dando voce alla sua paura e chiede ai suoi amici di pregare con lui. Per gran parte della musica del solista, Elgar scrive in uno stile che passa da frasi esattamente annotate, ad un recitativo completamente accompagnato e frasi ariose, accompagnate con leggerezza. Il coro aggiunge testi devozionali nella scrittura fugale in quattro parti. Il successivo enunciato di Geronte è un'autentica aria Sanctus fortis, un lungo credo che alla fine ritorna ad espressioni di dolore e paura. Ancora una volta, in un misto di coro convenzionale e recitativo, gli amici intercedono per lui. Geronte, in pace, si sottomette e il sacerdote recita la benedizione "Vai avanti nel tuo viaggio, anima cristiana!" (una traduzione della litania Ordo Commendationis Animae). Questo porta a un lungo coro con tutte le forze orchestrali e vocali combinate, che mette fine alla prima parte.

#### Parte II
Con un completo cambio di stato d'animo, la Parte II inizia con una semplice frase di quattro note per la viola che introduce un tema dolce e oscillante per gli archi. Questa sezione è in triplo metro, come gran parte della seconda parte. La musica dell'Anima esprime meraviglia per il suo nuovo ambiente e quando l'Angelo viene ascoltato, esprime un'esultanza tranquilla al culmine del suo compito. Conversano in un duetto esteso, combinando nuovamente recitativo con anche sezioni cantate. La musica sempre più movimentata preannuncia l'apparizione dei demoni: angeli caduti che esprimono intenso disprezzo per gli uomini, semplici mortali dai quali furono soppiantati. Inizialmente gli uomini del coro cantano brevi frasi in stretta armonia, ma man mano che la loro rabbia si intensifica, la musica si trasforma in una frenetica fuga, scandita da grida di risate irridenti.
Geronte non può vedere i demoni e chiede se presto vedrà il suo Dio. In un recitativo appena accompagnato che ricorda l'apertura stessa dell'opera, l'Angelo lo avverte che l'esperienza sarà quasi insopportabile e in termini velati descrive lo stimmate di San Francesco. Si possono udire gli angeli che elogiano ripetutamente, ancora e ancora. L'intensità aumenta gradualmente e alla fine l'intero coro dà voce a un'impostazione della sezione che inizia con Praise to the Holiest in the Height (Lode al più santo nell'alto dei cieli). Dopo un breve passaggio orchestrale, l'Anima sente gli echi degli amici che ha lasciato sulla terra, che pregano ancora per lui. Incontra l'Angelo dell'Agonia, la cui intercessione è impostata come un'aria appassionata per basso. L'Angelo dell'Anima, sapendo che il momento tanto atteso è arrivato, canta una Alleluia.
L'Anima ora va davanti a Dio e, in un enorme scoppio orchestrale, viene giudicata in un istante. A questo punto della partitura, Elgar istruisce: "per un momento, ogni strumento deve esercitare la sua massima forza". Questo non era originariamente nel progetto di Elgar, ma fu su insistenza di Jaeger e rimane come una testimonianza dell'influenza musicale positiva della sua amicizia critica con Elgar. In un'aria angosciata, l'Anima supplica quindi di essere portata via. Un coro di anime canta le prime righe del Salmo 90 ("Signore, tu sei stato il nostro rifugio") e, infine, Geronte si unisce a loro nel Purgatorio. La sezione finale combina Angelo, il coro e il semicoro in un canto prolungato di addio e il lavoro termina con la sovrapposizione degli Amen.

### Dedica e iscrizione
Elgar dedicò il suo lavoro "A.M.D.G." (Ad maiorem Dei gloriam, "A maggior gloria di Dio", il motto della Società di Gesù o Gesuiti), seguendo la pratica di Johann Sebastian Bach, che dedicherà le sue opere "S.D.G." (Soli Deo gloria, "Gloria a Dio solo"). Al di sotto di ciò scrisse una frase di Virgilio: "Quae lucis miseris tam dira cupido?" insieme alla traduzione inglese di Florio dell'adattamento di Montaigne della frase di Virgilio: "Da dove cresce il desiderio così intenso di luce sui miserabili?"
Alla fine della partitura del manoscritto Elgar scrisse questa citazione dal Sesame and Lilies di John Ruskin:
Richter firmò la copia autografa della partitura con l'iscrizione: "Lascia cadere il Coro, lascia cadere tutti - ma non lasciare cadere le ali del tuo genio originale".

## Incisioni
Sir Henry Wood registrò acusticamente quattro estratti d Il sogno di Geronte già nel 1916, con Clara Butt come angelo e lo Sheffield Choir di Henry Coward registrò una parte della Parte I, il Kyrie nello stesso periodo. Edison Bell registrò l'opera sotto Joseph Batten in forma abbreviata nel 1924, con la tacita approvazione di Elgar (nonostante il suo contratto con HMV); la registrazione, con forze orchestrali e corali notevolmente influenzate dalle limitazioni dei metodi di registrazione dell'epoca, fu rapidamente resa obsoleta con l'introduzione della registrazione elettronica l'anno successivo). HMV pubblicò estratti di due esecuzioni dal vivo dirette da Elgar nel 1927, con i solisti Margaret Balfour, Steuart Wilson, Tudor Davies, Herbert Heyner e Horace Stevens; ulteriori parti della prima di queste due esibizioni, ritenute non idonee per la pubblicazione all'epoca, furono pubblicate dalla EMI e altre compagnie.
Esistono anche frammenti registrati privatamente da dilettanti "fuori onda" (cioè da trasmissioni radiofoniche in diretta), alcuni dei quali hanno avuto problemi commerciali negli ultimi anni, sebbene non ne sia nota l'esistenza in forma completa. Danno resoconti alternativi di artisti come Heddle Nash, Malcolm Sargent, Adrian Boult (che in seguito registrarono il lavoro commercialmente) e Horace Stevens (che registrò l'assolo dell'Angelo dell'Agonia sotto Elgar) e resoconti di artisti come Astra Desmond, Muriel Brunskill, Parry Jones e Keith Falkner, tutti noti per le loro esecuzioni dell'opera e che non la cantarono mai in registrazioni commerciali.
Il sogno di Geronte ha dovuto aspettare quarantacinque anni per la sua prima registrazione completa. La prima registrazione completa fu eseguita dall'EMI nel 1945, diretta da Malcolm Sargent con il suo coro e orchestra regolari, la Huddersfield Choral Society e la Liverpool Philharmonic. I solisti erano Heddle Nash, Gladys Ripley, Dennis Noble e Norman Walker. Questa è l'unica registrazione fino ad oggi che impiega cantanti diversi per il Sacerdote e l'Angelo dell'Agonia. La prima registrazione stereofonica fu fatta dall'IME nel 1964, diretta da Sir John Barbirolli. È rimasta nei cataloghi continuamente dalla sua prima uscita ed è notevole per il canto dell'Angelo di Janet Baker. La registrazione Decca dell'incisione di Benjamin Britten del 1971 fu notata per la sua fedeltà alla partitura di Elgar, mostrando, come disse il recensore del Gramophone, che "seguire le istruzioni del compositore rafforza l'impatto drammatico della musica". Delle altre decine di registrazioni su disco, la maggior parte sono dirette da direttori britannici, ad eccezione di una registrazione del 1960 in tedesco sotto Hans Swarowsky e di una registrazione russa (cantata in inglese dagli artisti britannici) sotto Evgenij Svetlanov eseguita dal vivo a Mosca nel 1983. Un altro direttore russo, Vladimir Ashkenazy, eseguì il lavoro con la Sydney Symphony Orchestra e i suoi solisti corali e vocali nel 2008 e anche questo fu pubblicato su CD.

### Elenco dettagliato delle incisioni
| Direttore           | Tenore                | Mezzosoprano         | Baritono                    | Coro                                                              | Orchestra                                | Etichetta      | Anno |
| ------------------- | --------------------- | -------------------- | --------------------------- | ----------------------------------------------------------------- | ---------------------------------------- | -------------- | ---- |
| Malcolm Sargent     | Heddle Nash           | Gladys Ripley        | Dennis Noble, Norman Walker | Huddersfield Choral Society                                       | Liverpool Philharmonic Orchestra         | EMI            | 1945 |
| Malcolm Sargent     | Richard Lewis         | Marjorie Thomas      | John Cameron                | Huddersfield Choral Society                                       | Liverpool Philharmonic Orchestra         | EMI            | 1955 |
| Hans Swarowsky      | Julius Patzak         | Ira Malaniuk         | Ludwig Welter               | Chor des Österreichischen Rundfunks                               | Orchester des Österreichischen Rundfunks | Elgar Editions | 1960 |
| Sir John Barbirolli | Richard Lewis         | Janet Baker          | Kim Borg                    | Hallé Choir, Sheffield Philharmonic Choir, Ambrosian Opera Chorus | Hallé Orchestra                          | EMI            | 1965 |
| Benjamin Britten    | Peter Pears           | Yvonne Minton        | John Shirley-Quirk          | London Symphony Chorus, Choir of King's College                   | London Symphony Orchestra                | Decca          | 1971 |
| Sir Adrian Boult    | Nicolai Gedda         | Helen Watts          | Robert Lloyd                | London Philharmonic Choir, John Alldis Choir                      | New Philharmonia Orchestra               | EMI            | 1976 |
| Alexander Gibson    | Robert Tear           | Alfreda Hodgson      | Benjamin Luxon              | Scottish National Chorus                                          | Royal Scottish National Orchestra        | CRD            | 1976 |
| Yevgeny Svetlanov   | Arthur Davies         | Felicity Palmer      | Norman Bailey               | London Symphony Chorus                                            | USSR State Symphony Orchestra            | Melodiya       | 1983 |
| Simon Rattle        | John Mitchinson       | Dame Janet Baker     | John Shirley-Quirk          | City of Birmingham Symphony Chorus                                | City of Birmingham Symphony Orchestra    | EMI            | 1987 |
| Richard Hickox      | Arthur Davies         | Felicity Palmer      | Gwynne Howell               | London Symphony Chorus                                            | London Symphony Orchestra                | Chandos        | 1988 |
| Vernon Handley      | Anthony Rolfe Johnson | Catherine Wyn-Rogers | Michael George              | Huddersfield Choral Society, Liverpool Philharmonic Choir         | Royal Liverpool Philharmonic             | EMI            | 1993 |
| David Hill          | William Kendall       | Sarah Fryer          | Matthew Best                | Waynflete Singers, Bournemouth Symphony Chorus                    | Bournemouth Symphony Orchestra           | Naxos          | 1997 |
| Sir Andrew Davis    | Philip Langridge      | Catherine Wyn-Rogers | Alastair Miles              | BBC Symphony Chorus                                               | BBC Symphony Orchestra                   | NVC            | 1999 |
| Sir Colin Davis     | David Rendall         | Anne Sofie von Otter | Alastair Miles              | London Symphony Chorus                                            | London Symphony Orchestra                | LSO Live       | 2005 |
| Sakari Oramo        | Justin Lavender       | Jane Irwin           | Peter Rose                  | City of Birmingham Symphony Chorus                                | City of Birmingham Symphony Orchestra    | CBSO           | 2006 |
| Sir Mark Elder      | Paul Groves           | Alice Coote          | Bryn Terfel                 | Hallé Choir, Hallé Youth Choir                                    | Hallé Orchestra                          | Hallé          | 2008 |
| Edo de Waart        | Peter Auty            | Michelle Breedt      | John Hancock                | Collegium Vocale Gent                                             | Royal Flemish Philharmonic Orchestra     | Pentatone      | 2013 |

Esistono inoltre altre due incisioni di Barbirolli, entrambe dal vivo: uno spettacolo del 1957 in Italia con Jon Vickers, Constance Shacklock, Marian Nowakowski e il Coro e l'Orchestra Sinfonica della RAI di Roma e un'esibizione del gennaio 1959 a New York con Richard Lewis, Maureen Forrester, Morley Meredith, il Westminster Choir e la New York Philharmonic Symphony Orchestra. Entrambe furono registrate fuori onda dalle trasmissioni e le esibizioni della RAI sono state ampiamente diffuse, anche se ufficiosamente; entrambe le esibizioni hanno visto negli ultimi anni un legittimo problema commerciale di trascrizioni fuori onda.
Il lavoro fu inciso per la televisione nel 1968 alla Cattedrale di Canterbury. Questa performance ha visto la partecipazione di Peter Pears, Janet Baker e John Shirley-Quirk, diretti da Sir Adrian Boult. Lo spettacolo fu trasmesso nello stesso anno e fu ripetuto registrato diversi anni dopo. Non ebbe alcun problema commerciale; a lungo non disponibile, ora è possibile trovare una registrazione casalinga su VHS in YouTube.
L'opera fu ulteriormente trasmessa in televisione dalla BBC nel 1997, in occasione del trecentenario della Cattedrale di San Paolo e del 75º anniversario della BBC. Lo spettacolo (pubblicato commercialmente dalla NVC nel 1999), sotto la direzione di Sir Andrew Davis, comprendeva Philip Langridge, Catherine Wyn Rogers, Alastair Miles e il BBC Chorus and Symphony Orchestra. Fu pubblicato su DVD nel 2006 da Warner Music Group.

## Critica
Il servizio della BBC Radio 3 Costruire una biblioteca presentò in tre occasioni recensioni comparative di tutte le versioni disponibili de Il sogno di Geronte e ha raccomandato quanto segue:
- 5 marzo 1988, revisore, William Mann:
  - Sir Alexander Gibson
- 29 novembre 1997, revisore, Michael Kennedy:
  - Malcolm Sargent (1945)
  - Sir John Barbirolli (1965)
- 7 ottobre 2006, revisore, Andrew Green:
  - Sir John Barbirolli (1965)
  - Malcolm Sargent (1945)

La Penguin Guide to Recorded Classical Music nel 2008 ha assegnato il massimo delle sue quattro stelle alla registrazione in DVD de Il sogno di Geronte diretta da Sir Andrew Davis. Nessuna registrazione audio ha ricevuto più di tre stelle (che rappresentano "una esecuzione ed una registrazione eccezionali"). Le registrazioni con tre stelle furono quelle condotte da Barbirolli (1965), Boult, Hickox e Sargent (1945 e 1955).
Una recensione comparativa su Gramophone nel 2003 di Andrew Farach Colton raccomandò le registrazioni di Sargent (1945), Barbirolli (1965) e Britten. In una recensione comparativa per la Elgar Society, Walter Essex preferiva l'arrangiamento per la EMI di Barbirolli.

## Arrangiamenti
Preludio a Il sogno di Geronte, arrangiato da John Morrison per orchestra di strumenti a fiato, editore Molenaar Edition.